# LPAR2
LPAR2 (англ. Lysophosphatidic acid receptor 2) – білок, який кодується однойменним геном, розташованим у людей на короткому плечі 19-ї хромосоми. Довжина поліпептидного ланцюга білка становить 351 амінокислот, а молекулярна маса — 39 084.
| 10         |  | 20         |  | 30         |  | 40         |  | 50         |
| ---------- |  | ---------- |  | ---------- |  | ---------- |  | ---------- |
| MVIMGQCYYN |  | ETIGFFYNNS |  | GKELSSHWRP |  | KDVVVVALGL |  | TVSVLVLLTN |
| LLVIAAIASN |  | RRFHQPIYYL |  | LGNLAAADLF |  | AGVAYLFLMF |  | HTGPRTARLS |
| LEGWFLRQGL |  | LDTSLTASVA |  | TLLAIAVERH |  | RSVMAVQLHS |  | RLPRGRVVML |
| IVGVWVAALG |  | LGLLPAHSWH |  | CLCALDRCSR |  | MAPLLSRSYL |  | AVWALSSLLV |
| FLLMVAVYTR |  | IFFYVRRRVQ |  | RMAEHVSCHP |  | RYRETTLSLV |  | KTVVIILGAF |
| VVCWTPGQVV |  | LLLDGLGCES |  | CNVLAVEKYF |  | LLLAEANSLV |  | NAAVYSCRDA |
| EMRRTFRRLL |  | CCACLRQSTR |  | ESVHYTSSAQ |  | GGASTRIMLP |  | ENGHPLMDST |
| L          |  |            |  |            |  |            |  |            |

A: Аланін

C: Цистеїн

D: Аспарагінова кислота

E: Глутамінова кислота

F: Фенілаланін

G: Гліцин

H: Гістидин

I: Ізолейцин

K: Лізин

L: Лейцин

M: Метіонін

N: Аспарагін

P: Пролін

Q: Глутамін

R: Аргінін

S: Серин

T: Треонін

V: Валін

W: Триптофан

Кодований геном білок за функціями належить до рецепторів, g-білокспряжених рецепторів, білків внутрішньоклітинного сигналінгу. 
Локалізований у клітинній мембрані, мембрані.